# Bambiderstroff
Bambiderstroff (Duits: Baumbiedersdorf) is een gemeente in het Franse departement Moselle (regio Grand Est). De plaats maakt deel uit van het arrondissement Forbach-Boulay-Moselle. Bambiderstroff telde op 1 januari 2022 1.024 inwoners.

## Geografie
De oppervlakte van Bambiderstroff bedroeg op 1 januari 2022 11,05 vierkante kilometer; de bevolkingsdichtheid was toen 92,7 inwoners per km².

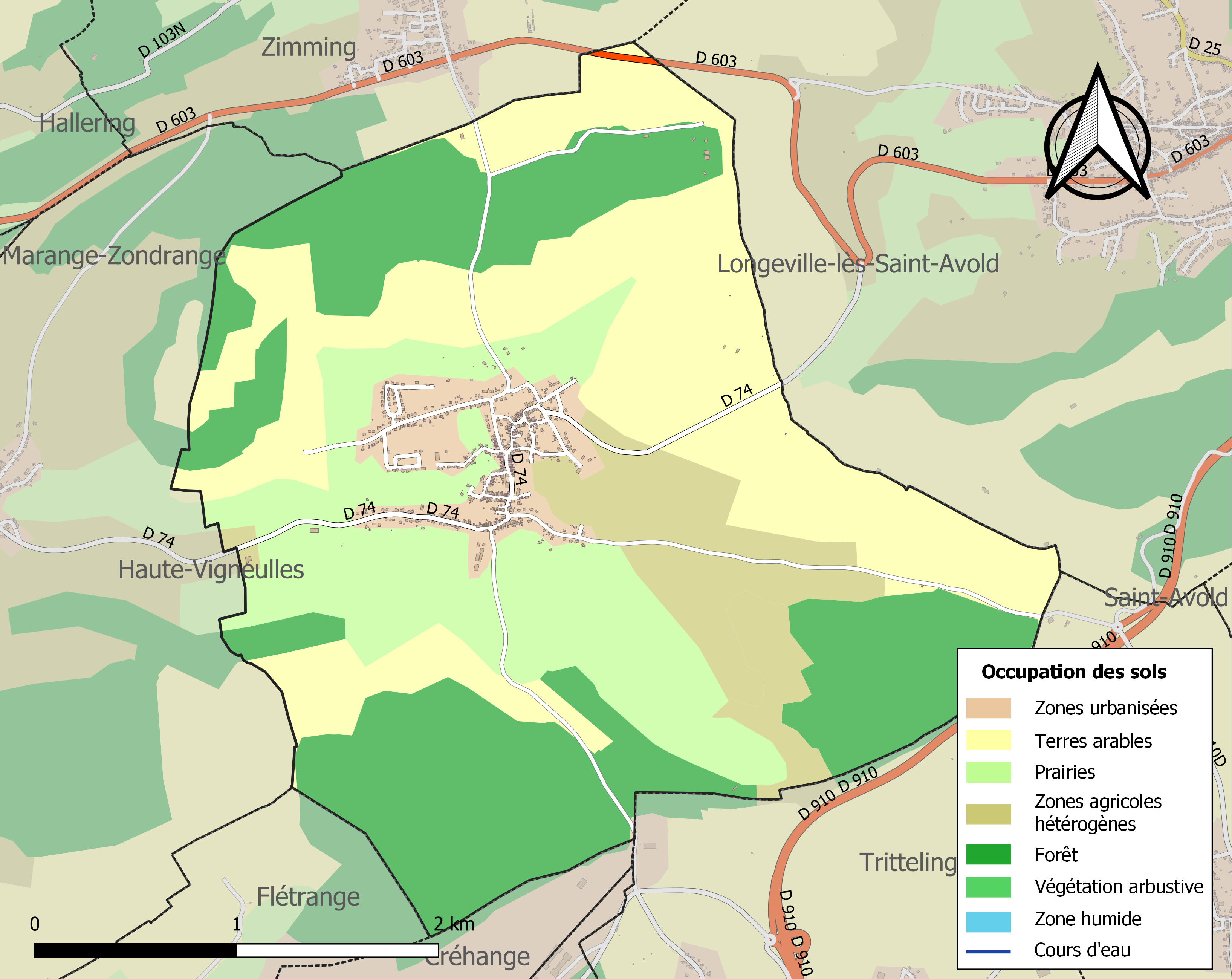
Kaart van de gemeente met de belangrijkste infrastructuur, bodemgebruik en omliggende gemeenten

## Demografie
Onderstaande figuur toont het verloop van het inwonertal (bron: INSEE-tellingen).